# Vigyázz, kész, szörf 2.
A Vigyázz, kész, szörf 2. (eredeti cím: Surf's Up 2: WaveMania) 2017-ben bemutatott amerikai 3D-s számítógépes animációs film, amely a 2007-ben bemutatott Vigyázz, kész, szörf! című animációs mozifilm folytatása. Az animációs játékfilm rendezője Toby Chu, producere Michelle Wong. A forgatókönyvet Abdul Williams írta, a zenéjét Toby Chu szerezte. A videofilm a Sony Pictures Animation és a WWE Studios gyártásában készült, a Sony Pictures Home Entertainment forgalmazásában jelent meg. Műfaja sportos filmvígjáték.
Amerikában 2017. január 17-én, Magyarországon 2017. január 12-én mutatták be a mozikban.

## Szereplők
| Szereplő      | Eredeti hang            | Magyar hang         |
| ------------- | ----------------------- | ------------------- |
| Cody Maverick | Jeremy Shada            | Czető Roland        |
| Pipi Joe      | Jon Heder               | Fekete Zoltán       |
| Lani Aliikai  | Melissa Sturm           | Nemes Takách Kata   |
| J. C.         | John Cena               | Welker Gábor        |
| Hunter        | Paul Levesque           | Hajdu István        |
| Tank Evans    | Diedrich Bader          | Bognár Tamás        |
| Mr. McMahon   | Vince McMahon           | Kőszegi Ákos        |
| Paige         | Saraya-Jade Bevis       | Köves Dóra          |
| Undertaker    | Mark Calaway            | Kálloy Molnár Péter |
| Riporter      | James Patrick Stuart    | Katona Zoltán       |
| Seagull       | Michael Coulthard       | Moser Károly        |
| Arnold        | Declan Churchill Carter | Kadosa Patrik       |
| Kate          | Zoe Lulu                | Gyarmati Laura      |

További magyar hangok: Bárány Virág, Fehérváry Márton, Lipcsey Bori, Mayer Marcell, Mayer Szonja, Mesterházy Gyula